# Холмс, Морган
Морган Холмс (англ. Morgan Holmes; Канада) — канадский социолог и профессор Университета Уилфрида Лорье, Онтарио. Она также является интерсекс-активисткой и писательницей, а также бывшим членом Intersex Society of North America. Холмс участвовала в первой известной публичной демонстрации против нарушений прав человека в отношении интерсекс-людей, которая состоялась в Бостоне 26 октября 1996 года. В настоящее время в этот день отмечается День интерсекс-людей.

## Биография
В возрасте 7 лет Холмс была проведена клиторэктомия, описанная как «уменьшение клитора». Эта операция была предпринята, потому что ее клитор «мог стать эрективным». Операция повлияла на ее жизнь, включая необходимость повторных обследований органов таза, появление комплексов, страха близости, а также чувства отличности от других. По словам Холмс обещания врачей о том, что операция не будет нести негативных последний для сексуальной жизни не оправдались.

## Карьера

### Правозащитная деятельность
Она была членом (ныне не существующей) правозащитной организации Intersex Society of North America. Холмс, вместе с Максом Беком и другими, участвовала в первой известной публичной демонстрации против нарушений прав человека в отношении интерсекс-людей, которая состоялась в Бостоне 26 октября 1996 года. В настоящее время в этот день отмечается День осведомлённости о проблемах интерсекс-людей. В 2012 году она приняла участие во втором Международном интерсекс-форуме.

### Академическая
Холмс — профессор социологии в Университете Уилфрида Лорье, Онтарио. Её академические интересы лежат в области сексуальности, квир-теории, феминизма, качественных исследований здоровья и права, связанных с сексуальностью и здоровьем. Холмс также занимается вопросами интерсексности и другим формам телесного разнообразия, включая инвалидность.

## Работы
У Холмс много публикаций, в том числе опубликованы её работы, которые связывают интерсекс с квир-теорией и идеями принудительной гетеросексуальности. В книге «Re-membering a Queer Body» (1994) Холмс описывает, как проводится операция на интерсекс-младенцах, чтобы привести их тела в соответствие с гетеросексуальными нормами:
Холмс также проблематизирует эту связь и, в частности, концепцию интерсекса как третьего пола. В «Обнаружении третьих полов» (2004) Холмс утверждает, что:
Когда считается, что генетически ребенок мужского пола (XY кариотип) неспособен к достижению «нормальной» гетеросексуальной активности в качестве мужчины, он будет воспитываться как женщина, даже если микропенис будет функционален. Если человек рождается с влагалищем, предполагаемая сексуальная роль будет принимающей стороной, а не пенетратором. Таким образом, когда тело, которое было определено как женское (с помощью хромосомного анализа или анатомических стандартов), обладает фаллосом, хирургическая процедура остается примерно такой же, как и при лечении микропениса: удаление фаллоклита в процессе частичной или полной клиторектомии.
Холмс также связывает лечение интерсекс-тел с лечением инвалидов. В работе «Rethinking the Meaning and Management of Intersexuality» (2002) она утверждает, что хирургическая «нормализация» интерсекс-детей не является ни улучшением, ни лечением. В книге «Distracted Attentions: Intersexuality and Human Rights Protections» (2005) она обсуждает концепцию рождения интерсекс-людей как чрезвычайной ситуации, отрицающую требование информированного согласия. В статье «Mind the Gaps: Intersex and (Re-productive) Spaces in Disability Studies and Bioethics» (2008) она утверждает, что, хотя медики предполагают, что «интерсекс-признаки по своей природе препятствуют социальной жизнеспособности», признание личности интерсекс-ребенка требует необходимости воздержание от "агрессивного вмешательства". В исследовании отмечаются тенденции к селективному прерыванию беременностей в случае, если у плода находят интерсекс-признаки.

### Книги
- Holmes, Morgan. Intersex: A Perilous Difference. — Selinsgrove, Pennsylvania: Susquehanna University Press, 2008. — ISBN 978-1575911175.
- Holmes, Morgan. Critical Intersex. — Ashgate Publishing, 2009. — ISBN 9780754673118.

### Статьи
- Holmes, Morgan. Re-membering a Queer Body (англ.) // Undercurrents. — 1994. — P. 11—13.
- Holmes, Morgan. Rethinking the Meaning and Management of Intersexuality (англ.) // Sexualities. — 2002. — Vol. 5, iss. 2. — P. 159—180. — ISSN 1363-4607. — doi:10.1177/1363460702005002002.
- Holmes, Morgan. Locating Third Sexes (англ.) // Transformations Journal. — 2004. — Iss. 8. — ISSN 1444-3775.
- Holmes, Morgan. Distracted Attentions: Intersexuality and Human Rights Protections (англ.) // Cardozo Journal of Law & Gender. — 2005. — Vol. 12. — P. 127—133.
- Holmes, Morgan. Deciding fate or protecting a developing autonomy? Intersex children and the Colombian Constitutional Court (англ.) // Transgender Rights. — Minneapolis, Minnesota: University of Minnesota Press, 2006. — P. 32—50.
- Holmes, Morgan. Cal/liope in Love: The 'Prescientific' Desires of an Apolitical 'Hermaphrodite' (англ.) // Journal of Lesbian Studies. — 2007. — Vol. 11, iss. 3—4. — P. 223—232. — ISSN 1089-4160. — doi:10.1300/J155v11n03_05. — PMID 17954458.
- Holmes, Morgan. Mind the Gaps: Intersex and (Re-productive) Spaces in Disability Studies and Bioethics (англ.) // Journal of Bioethical Inquiry. — 2008. — Vol. 5, iss. 2—3. — P. 169—181. — ISSN 1176-7529. — doi:10.1007/s11673-007-9073-2.
- Holmes, Morgan. The Intersex Enchiridion: Naming and Knowledge (англ.) // Somatechnics. — 2011. — Vol. 1, iss. 2. — P. 388—411. — ISSN 2044-0138. — doi:10.3366/soma.2011.0026.
- Holmes, Morgan. When Max Beck and Morgan Holmes went to Boston // Intersex Day. — 2015.